# التورا، کلرادو
التورا، کلورادو (به انگلیسی: Altura, Colorado) یک منطقهٔ مسکونی در ایالات متحده آمریکا است که در کلرادو واقع شده است.

## خصوصیات
التورا ۲٬۱۸۲ متر بالاتر از سطح دریا واقع شده است.